# Margarites hickmanae
Margarites hickmanae is een slakkensoort uit de familie van de Margaritidae. De wetenschappelijke naam van de soort is voor het eerst geldig gepubliceerd in 1984 door J. H. McLean.